# Libbesdorf

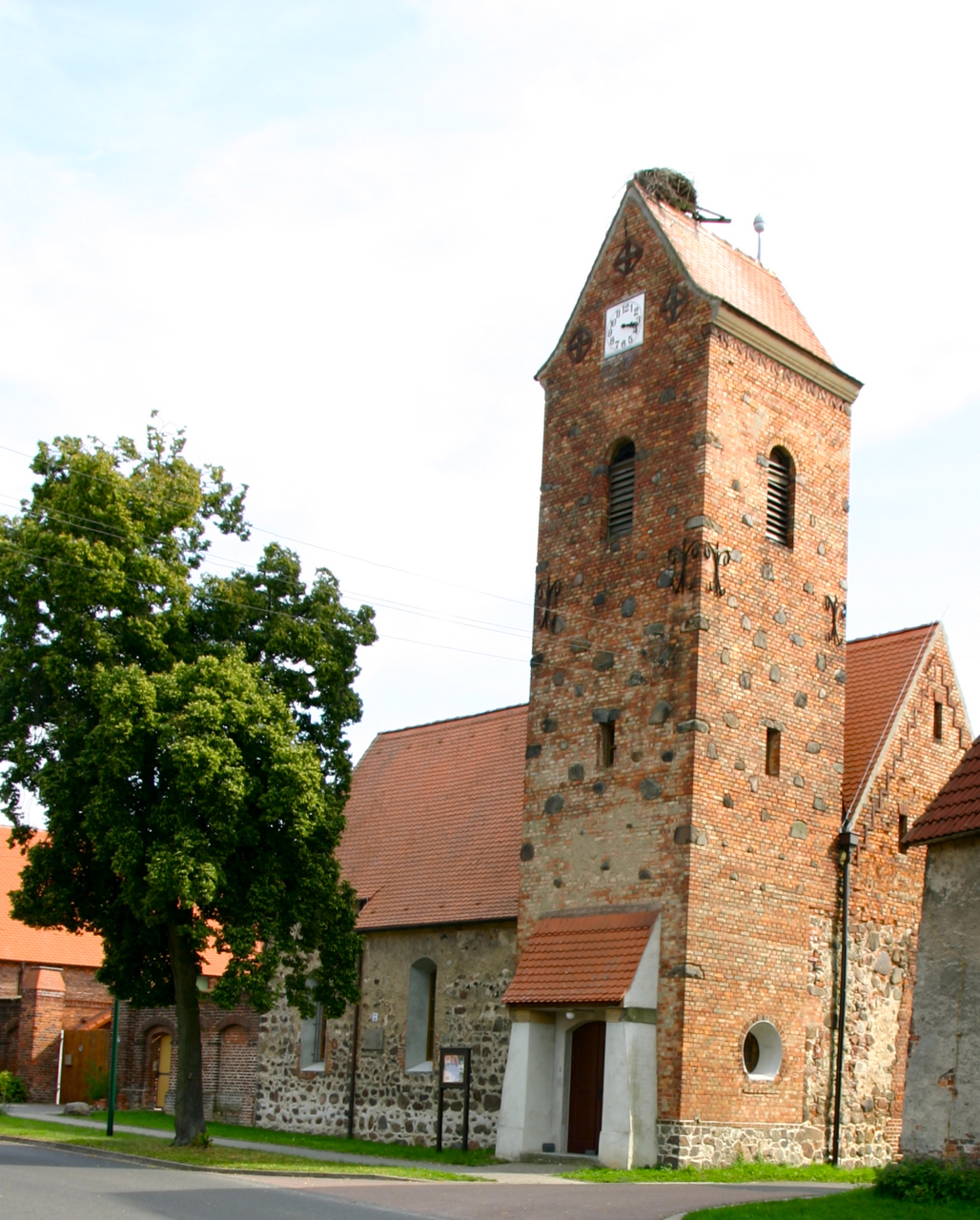
Libbesdorf (2011)

Libbesdorf is een plaats en voormalige gemeente in de Duitse deelstaat Saksen-Anhalt, en maakt deel uit van de Landkreis Anhalt-Bitterfeld.
Libbesdorf telt 414 inwoners.